# Kizhakkedathu Mathai Kochummen
Kizhakkedathu Mathai Kochummen ( * 1931 - 1999 ) fue un botánico, y taxónomo malayo, especializado, entre otras, con las familias Moraceae, Anacardiaceae, Celastraceae. Obtuvo su M.Sc. en la Universidad de Travancore, en 1951, y desde 1953 en adelante trabajó en la División de Botánica del Instituto de Investigaciones Forestales de Kepong, desde diciembre de 1957 Asistente Botánico del Bosque.

## Algunas publicaciones
- 1976. Notes on the systematy of Malayan phanerogams XXIII: Myrtaceae. Volumen 28, Parte 2 de Gardens' bulletin, Singapore. Ed. Government Printing Office. 3 pp.
- benjamin clemens Stone, k.m. Kochummen. 1975. A new Alangium (Alangiaceae) from Sarawak. 4 pp.
- 1960. Manual of Malayan timber trees: Dilleniaceae. Nº 32 de Research pamphlet. 10 pp.

### Libros
- j. Wyatt-Smith, k.m. Kochummen. 1999. Pocket check list of timber trees. Nº 17 de Malayan forest records. 367 pp. ISBN 9839592947
- 1998. New species and varieties of Moraceae from Malaysia. Volumen 50, Parte 2 de Gardens' bulletin, Singapore. Ed. Government Printing Office. 23 pp.
- 1997. Tree flora of Pasoh Forest. Nº 44 de Malayan forest records. 462 pp. ISBN 9839592696
- 1978. Notes on the systematy of Malayan Phanerogams XXVIII-XXIX. Volumen 41, Nº 1 de Malaysian Forester. 31 pp.
- ------------, pusat penyelidekan Hutan. 1963. Keys for the botanical identification of non-dipterocarp timber trees of Malaya, based on field characters. Ed. Forest Research Institute, Forest Dept. 119 pp.

- La abreviatura «Kochummen» se emplea para indicar a Kizhakkedathu Mathai Kochummen como autoridad en la descripción y clasificación científica de los vegetales.[1]